# قارنة هيدروليكية

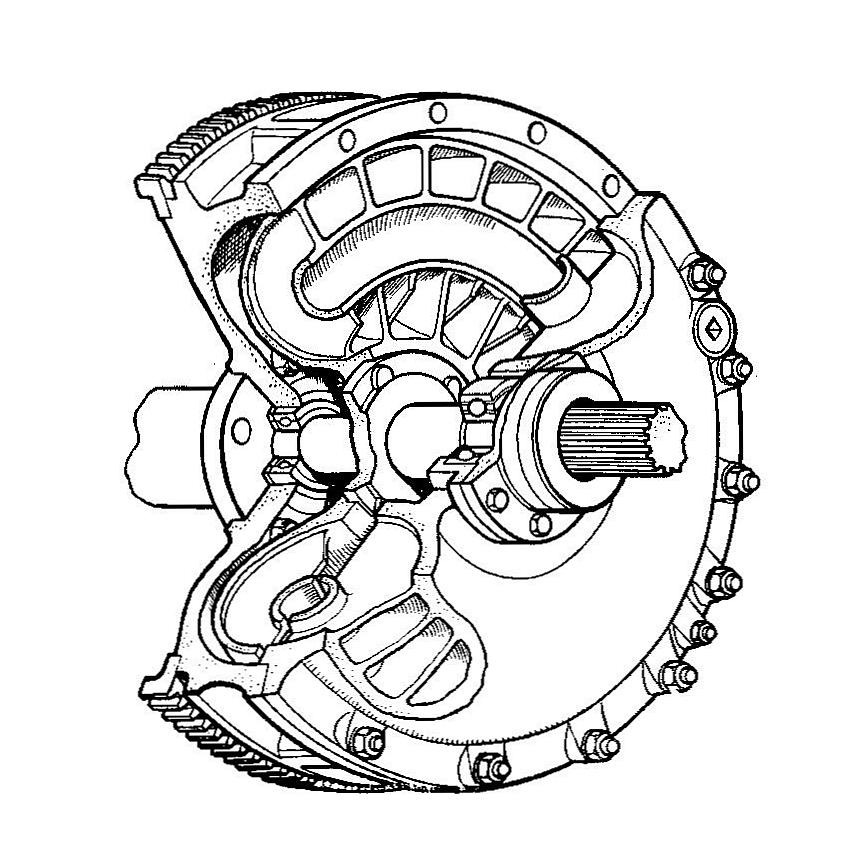

القارنة الهيدروليكية أو القارنة المائعة، جهاز هيدروديناميكي أو «هيدروحركي» يستخدم لنقل القدرة الميكانيكية الدورانية. كانت تستخدم في علبة النقل في السيارات كبديل للقابض الميكانيكي. يشيع استخدامها أيضًا في التطبيقات البحرية والصناعية في علب قيادة الآلات، حيث العمل بسرعات متغيرة والتحكم بالإقلاع دون أحمال صدم على نظام نقل القدرة أمران جوهريان.
يجب تمييز أجهزة القيادة الهيدروحركية كهذه عن أجهزة القيادة الهيدروستاتيكية (هيدروسكونية أو هيدرواستاتية)، كالمضخة الهيدروليكية وتركيبات المحركات.

## تاريخها
تعود بدايات القارنة المائعة إلى أعمال هرمان فوتينغر، الذي كان رئيس المصممين في شركة إيه جي فولكان ووركس لبناء السفن والقاطرات في ستيتن. شملت براءات الاختراع الخاصة به في عام 1905 كلًّا من القارنات المائعة ومحولات العزم.
تعاون د. غوستاف باور من فّولكان-فّيركه مع المهندس الإنجليزي هارولد سينكلير من شركة براءات اختراع القارنات الهيدروليكية المحدودة لتطوير قارنة فوتينغر بحيث تناسب أجهزة النقل في المركبات في محاولة لتخفيف أثر ترنح المركبات الذي شهده سينكلير خلال ركوبه في حافلات لندن خلال عشرينيات القرن العشرين. بعد بدء مناقشات بين سينكلير وشركة الحافلات العامة في لندن (لندن جنرال أومنيبَس) في أكتوبر 1926، ومحاولات على هيكل حافلة أسوشييتد دايملر، قرر بيرسي مارتين من دايملر تطبيق المبدأ على السيارات الخاصة التابعة لمجموعة دايملر.
خلال عام 1930، بدأت شركة دايملر من كوفنتري، إنجلترا بتركيب جهاز نقل يستخدم قارنة مائعة وعلبة سرعة ولسون ذاتية التغيير للحافلات والسيارات ذات السقف المستعار التابعة لها. بحلول عام 1933، كان النظام يستخدم في كل سيارات دايملر ولانشستر وبي إس إيه الجديدة التي تنتجها المجموعة من السيارات التجارية الثقيلة إلى السيارات الصغيرة. وسرعان ما امتد الأمر ليشمل سيارات دايملر العسكرية. توصف هذه القارنات بأنها تبنى وفق براءات اختراع فولكان-سينكلير ودايملر.    
في عام 1939، قدمت شركة جنرال موتورز جهاز القيادة الهيدراماتيكية، وهو أول نظام نقل سيارات أوتوماتيكي بالكامل يركب في سيارة تنتج بالجملة. استخدم جهاز الهيدراماتيك هذا قارنةً مائعة.
أُنتجت أول قاطرات ديزل تستخدم القارنات المائعة أيضًا في ثلاثينيات القرن العشرين.

## حساباتها
بشكل عام، قدرة نقل الاستطاعة لقارنة مائعة ما تتعلق بشدة بسرعة المضخة، وهي ميزة تتناسب عادةً بشكل جيد مع التطبيقات التي لا تتراوح فيها الأحمال المطبقة بدرجة كبيرة. يمكن وصف قدرة (أو سعة) نقل العزم لأي قارنة هيدروديناميكية بالعلاقة {\displaystyle r(n^{2})(d^{5})}، حيث r الكثافة الكتلية للمائع، n سرعة الطاردة (المضخة)، d قطر الطاردة. في التطبيقات في مجال السيارات، حيث يمكن للأحمال أن تتغير بدرجات كبيرة معتد بها، فإن العلاقة السابقة {\displaystyle r(n^{2})(d^{5})} هي مجرد علاقة تقريبية. ستؤدي القيادة المتقطعة (انطلاق وتوقف متكرر) لجعل القارنة تعمل في المجال الأقل كفاءة لها، ما يسبب آثارًا جانبية تتعلق باقتصادية الوقود.

## تصنيعها
القارنات المائعة عناصر سهلة الإنتاج نسبيًّا. على سبيل المثال: يمكن أن تكون العنفات مصنوعة من سبائك الألمنيوم أو المدموغات الفولاذية، ويمكن للغلاف أن يكون أيضًا مصنوعًا من السبائك أو من الحديد المطروق أو المدموغ.
من مصنعي القارنات المائعة البارزين: فّويث، ترانسفلويد، توينديسك، سيمنس، بّاراغ، فلويدومات، رويلاند إلكتريك، تي آر آي ترانزميشن، بيرينغ كورب (شركة المحامل).